# Roland Iwano-Frankiwsk
Roland Iwano-Frankiwsk (ukr. РК «Роланд» Івано-Франківськ) – ukraiński klub rugby, mający siedzibę w mieście Iwano-Frankiwsk, w zachodniej części kraju, grający od sezonu 2009 w rozgrywkach Wyszcza liha.

## Historia
Klub sportowy Roland Iwano-Frankiwsk został założony w miejscowości Iwano-Frankiwsk w 2008 roku z inicjatywy miejscowych miłośników gry w rugby.
W 2009 roku zespół zgłosił się do rozgrywek Wyszczej lihi (D2). W 2013 zdobył mistrzostwo Wyszczej lihi, ale z powodu niewystarczającego finansowania zrezygnował z awansu do Superlihi.

## Sukcesy

### Trofea krajowe
| \| \| Zdobyte trofea w rozgrywkach Ukrainy (stan na: 31-12-2020) \| |                                                            |      |          |
| Rozgrywki                                                           | Osiągnięcie                                                | Razy | Sezon(y) |
| · Mistrzostwo                                                       | I miejsce                                                  | 0    |          |
| · Mistrzostwo                                                       | II miejsce                                                 | 0    |          |
| · Mistrzostwo                                                       | III miejsce                                                | 0    |          |
| II liga                                                             | I miejsce                                                  | 1    | 2013     |
| II liga                                                             | II miejsce                                                 | 0    |          |
| II liga                                                             | III miejsce                                                | 1    | 2016     |
| Ukraina                                                             | Zdobyte trofea w rozgrywkach Ukrainy (stan na: 31-12-2020) |      |          |

## Struktura klubu

### Stadion
Klub rugby union rozgrywa swoje mecze domowe na stadionie Pożeznyk w mieście Iwano-Frankiwsk o pojemności 1000 widzów.

### Derby
- Sokił-Werchowyna Lwów
- RK Ternopil
- RK Riwne